# Jeff Hardy
Jeffrey "Jeff" Nero Hardy (født 31. august 1977), bedre kendt under ringnavnet Jeff Hardy, er en amerikansk wrestler, der er på kontrakt med Total Nonstop Action Wrestling (TNA). Han er også kendt for sin tid i World Wrestling Entertainment (WWE). Hardy er en femdobbelt verdensmester inden for wrestling.
Jeff Hardy fik succes i WWE sammen med sin bror Matt Hardy. Som tagteam fik de bl.a. succes i specielle Tables, Ladders, and Chairs-kampe. Hardy var vundet VM-bælterne for tagteams otte gange i karrieren – WWE Tag Team Championship seks gange og WCW World Tag Team Championship én gang. 
I singlerækkerne har Hardy også haft succes, og han er en femdobbelt verdensmester, idet han har vundet WWE Championship, WWE World Heavyweight Championship (to gange) og TNA World Heavyweight Championship (to gange). Derudover har han også vundet WWE Intercontinental Championship fire gange, og han har desuden også vundet WWE Light Heavyweight Championship, WWE European Championship og WWE Hardcore Championship. Hardy forlod WWE i midten af 2009, og han gjorde comeback til wrestling i TNA i januar 2010. 

## VM-titler
Jeff Hardy er en seksdobbelt verdensmester. Han har vundet VM-titlen tre gange i World Wrestling Entertainment (WWE) og tre gange i Total Nonstop Action Wrestling (TNA). I WWE har han både vundet WWE Championship og WWE World Heavyweight Championship. 
| Nr. | VM-titel                           | Modstander   | Org. | Dato              | Show               | Dage | Efterfølger |
| --- | ---------------------------------- | ------------ | ---- | ----------------- | ------------------ | ---- | ----------- |
| 1   | WWE Championship                   | Edge1        | WWE  | 14. december 2008 | Armageddon         | 42   | Edge        |
| 2   | WWE World Heavyweight Championship | Edge         | WWE  | 7. juni 2009      | Extreme Rules      | 0    | CM Punk     |
| 3   | WWE World Heavyweight Championship | CM Punk      | WWE  | 26. juli 2009     | Night of Champions | 28   | CM Punk     |
| 4   | TNA World Heavyweight Championship | Ledig2       | TNA  | 10. oktober 2010  | Bound for Glory    | 91   | Sting       |
| 5   | TNA World Heavyweight Championship | Mr. Anderson | TNA  | 13. februar 2011  | Against All Odds   | 11   | Sting       |
| 6   | TNA World Heavyweight Championship | Austin Aries | TNA  | 14. oktober 2012  | Bound for Glory    | 117+ | n/a         |

1 Kampen var en triple threat match, der også inkluderede Triple H

2 Kampen var en three-way match, der også inkluderede Kurt Angle og Mr. Anderson